# Harry Carpenter
Pour les articles homonymes, voir Carpenter.
Harry Carpenter, né le 3 mars 1993, est un coureur cycliste australien.

## Biographie
Harry Carpenter naît le 3 mars 1993 en Australie.

## Palmarès et résultats

### Palmarès par année
- 2013
  - Bendigo Grand Prix
  - 1re étape de l'Adelaide Tour (contre-la-montre par équipes)
  - 2e de l'Adelaide Tour
- 2014
  -  Champion d'Océanie du contre-la-montre espoirs
  - 2e du championnat d'Australie du contre-la-montre espoirs
  - 10e du championnat d'Océanie sur route
- 2015
  -  Champion d'Océanie du contre-la-montre espoirs
  - 3e du championnat d'Australie du contre-la-montre espoirs
- 2016
  - 2e étape du Tour of the Riverland
  - 4e étape du Tour of the Great South Coast

### Classements mondiaux
| Année                                 | 2013 | 2014 | 2015  | 2016  |
| ------------------------------------- | ---- | ---- | ----- | ----- |
| Classement mondial                    |      |      |       | 2008e |
| UCI Europe Tour                       | nc   | nc   | 1244e | nc    |
| UCI Oceania Tour                      | 32e  | 11e  | 19e   | 67e   |
|                                       |      |      |       |       |
| Légende : nc = non classéSource : UCI |      |      |       |       |